# Анна Оранская-Нассау
Анна Нассауская (5 ноября 1563 — 13 июня 1588) — дочь Вильгельма I Оранского и его второй жены Анны Саксонской. Супруга Вильгельма Людвига Нассау-Дилленбургского.

## Биография

### Семья и ранняя жизнь
Мать Анны, Анна Саксонская, никогда не была счастлива с отцом Анны, Вильгельмом Молчаливым. Анна Саксонская описывалась как жестокая и психически неуравновешенная женщина. Её недолюбливали как граждане, так и собственная семья.
У Анны Саксонской была связь с адвокатом, от которого у неё родилась внебрачная дочь Кристина. После этого случая Анна и её братья и сёстры больше никогда не видели мать. Анну Саксонскую отправили в замок Байльштайн с Кристиной. Там её поведение ещё больше ухудшилось, и слугам приказали держать все ножи подальше от своей госпожи, чтобы она не напала на кого-нибудь. Анна Саксонская начала страдать галлюцинациями и вспышками гнева. Кристину у неё забрали и отправили воспитываться вместе с Анной и её братьями и сёстрами. Вильгельм аннулировал их брак и снова женился. Анна доживала свои дни в Дрездене, где и умерла в возрасте 32 лет в 1577 году.
Её отец тогда был женат на Шарлотте де Бурбон-Монпансье, с которой у него было шесть дочерей. После её смерти в 1582 году Вильгельм женился на Луизе де Колиньи, которая родила ему сына Фредерика Генриха, принца Оранского.
Среди братьев и сестер Анны были Мориц, принц Оранский, и Эмилия Оранская-Нассау.

### Брак и смерть
Анна и Вильгельм Людвиг, который был её двоюродным братом, поженились сразу после двадцать четвёртого дня рождения Анны 25 ноября 1587 года. Однако брак был недолгим — Анна умерла через шесть месяцев после свадьбы во время родов. Вильгельм Людвиг никогда не женился повторно.